# Karl von Stünzner-Karbe

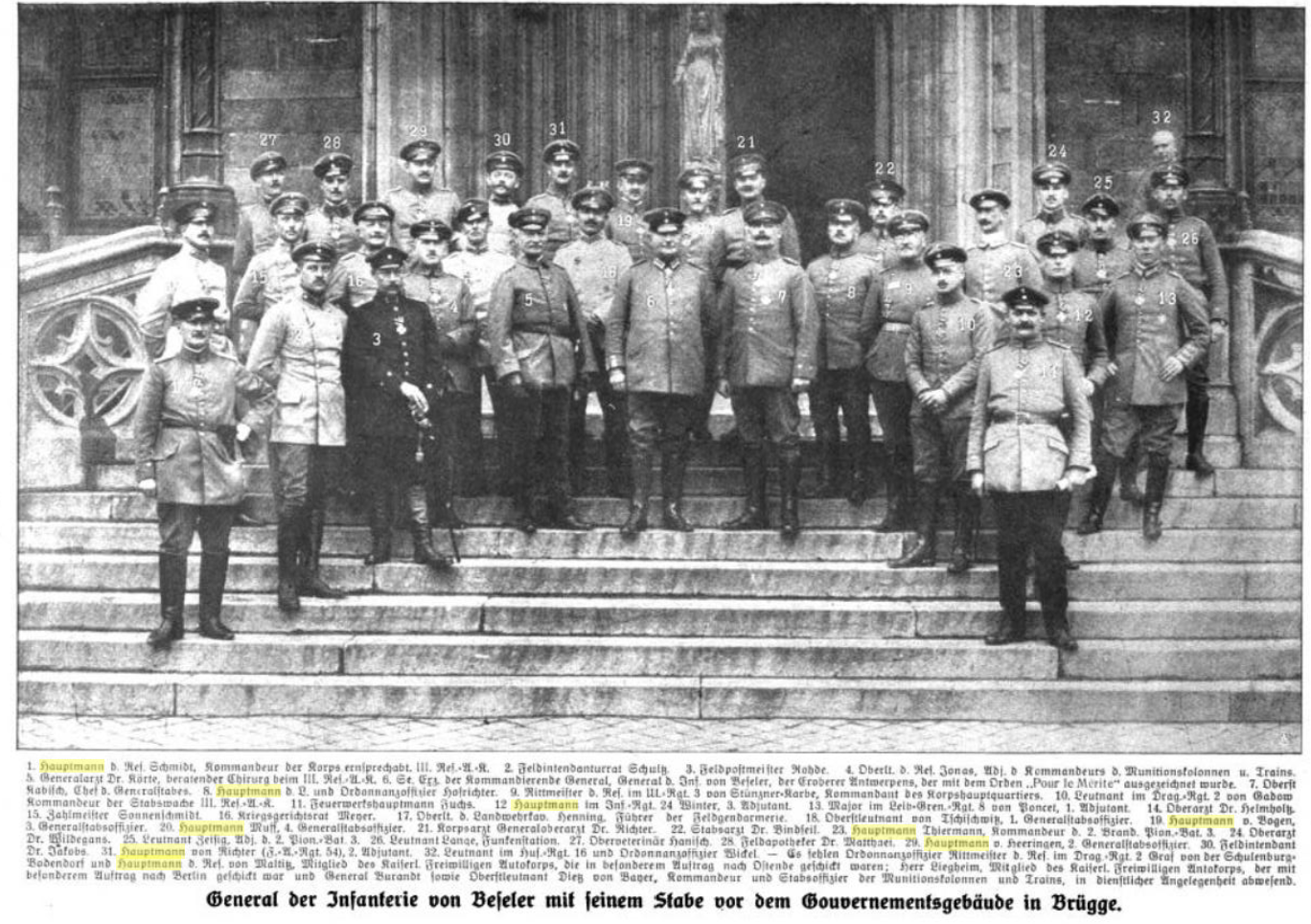
Karl von Stünzner-Karbe (Nr. 9) als Rittmeister der Reserve im Stabes des General Hans von Beseler in Brügge im Jahre 1914

Karl Julius Wilhelm Ewald von Stünzner-Karbe (* 26. Februar 1872 in Berlin; † 22. März 1934 in Sieversdorf) war ein deutscher Gutsbesitzer und Politiker (DNVP).

## Leben
Stünzner entstammte einer Familie, die 1874 aufgrund ihrer Verdienste in den preußischen Adelsstand erhoben wurde. Er besuchte die Klosterschule Roßleben, bestand dort Ostern 1891 das Abitur und absolvierte im Anschluss eine Ausbildung in der Landwirtschaft. Im Oktober 1894 erbte er von seinem Großonkel Ferdinand Karbe das Rittergut Sieversdorf bei Jacobsdorf, das er in der Folgezeit leitete. Er leistete von 1892 bis 1893 Militärdienst beim Ulanen-Regiment Nr. 3 und wurde 1895 Reserveoffizier. Von 1914 bis 1918 nahm er als Soldat am Ersten Weltkrieg teil. Während des Krieges war er Rittmeister der Reserve und Kommandant des Korpshauptquartiers des III. Reserve-Korps. Zeitweise führte er auch das 3. Bataillon des Landwehr-Regiments Nr. 38 vor Smorgon.
Stünzner-Karbe war Ritterschaftsrat der Kur- und Neumärkischen Hauptritterschaft für den Kreis Lebus am gleichnamigen Institut in Berlin-Mitte, Mitglied der Brandenburgischen Provinzialsynode und Kreisfeuersozietätsdirektor. Während der Zeit der Weimarer Republik trat er in die DNVP ein und wurde zum Vorsitzenden des DNVP-Landesverbandes Frankfurt (Oder) gewählt. Er war Kreisdeputierter und Kreisausschussmitglied des Kreises Lebus und Mitglied des Brandenburgischen Provinziallandtages. Von 1928 bis 1932 sowie erneut vom 19. August 1932 bis 1933 war er Abgeordneter des Preußischen Landtages. Der Gutsherr war Kirchenpatron und gehörte der konservativen Altpreussischen Union an. Privat zeigte er auch Interesse an Architektur und Kunst.
Im Zeitraum der großen Wirtschaftskrise 1929/1930 umfasste sein Besitztum des Rittergutes Sieversdorf 926 ha, davon 320 ha Wald. Betrieben wurde unter anderem eine große Schafsviehwirtschaft, als Gesamtverwalter war Hans Splinter eingesetzt. Stünzner-Karbe war überregional wirksam und saß so im Aufsichtsrat der Mecklenburgischen Hagel- und Feuerversicherungsgesellschaft auf Gegenseitigkeit zu Neubrandenburg. Nach Familienüberlieferungen ging, gedrückt von enormen Kreditlasten, Karl von Stünzner-Karbe in den Freitod. Das Gut konnte 1934 dennoch durch den schnellen Verkauf von großen Ackerflächen gehalten werden.
Seine Nachfolge auf Sieversdorf trat sein Sohn Peter von Stünzner (1902–1963) an, verheiratet mit Brigitta Schulz von Heinersdorf. Die Nachfahren leben heute wieder in der alten Heimat und haben den Freundeskreis Sieversdorf gegründet.

## Ehrungen
- Eisernes Kreuz I. und II. Klasse
- Ritterkreuz des Albrechts-Ordens mit Schwertern
- Roter Adlerorden IV. Klasse
- Landwehrdienstauszeichnung I. Klasse